# Ankarsrum
Ankarsrum ist ein Ort in der Gemeinde Västervik in der schwedischen Provinz Kalmar län.
Ankarsrum, gelegen zwischen den Seen Långsjön und Hällsjön in der historischen Provinz Småland, wurde um eine traditionsreiche Eisengießerei gebildet. Das 1655 gegründete Werk Ankarsrum bruk (heute Ankarsrum Industries AB) ist einer der ältesten Betriebe des Landes. In seiner Glanzzeit in der ersten Hälfte des 20. Jahrhunderts war das Werk Ankarsrum der führende Produzent von Öfen, Herden und Badewannen. Heute hat das Werk an Bedeutung verloren und die Einwohnerzahl des Ortes ist von 1957 im Jahr 1970 auf 1234 (2015) gesunken.
Der Illustrator Harald Wiberg (1908–1986) wurde in Ankarsrum geboren.

## Sehenswürdigkeiten
Die Geschichte der Gießerei ist im Museum in ehemaligen Gießereigebäuden dokumentiert. Alljährlich findet im Dorfpark das dreitägige Akkordeonfestival Durstämman statt, bei dem Schwedens bester Akkordeonspieler ermittelt wird. Durch den Ort führt die schmalspurige Museumseisenbahn von Västervik nach Hultsfred.